# Penthouse Records
Pour les articles homonymes, voir Penthouse.
Penthouse Records est un label discographique jamaïcain de reggae et dancehall, basé à Kingston. Il est fondé en 1987 et dirigé par Donovan Germain. Il est l'un des labels de reggae dominants à partir du début des années 1990 en imposant un son moderne, puissant et très sophistiqué.

## Histoire
Penthouse Records est fondé en 1987 par Donovan Germain qui le dirige par la suite. Auparavant, Donovan Germain, alors petit disquaire jamaïcain de New York, possédait les labels discographiques Revolutionary Sounds dès 1977, puis Germain Music. Il obtient deux premiers tubes dans les années 1980 avec Mr. Bossman de Cultural Roots (1980) puis One Dance Won't Do d'Audrey Hall (1985), sur le riddim duquel Beres Hammond fait son presque homonyme One Dance Can Do.
En 1987, Donovan Germain retourne à Kingston où il fonde le label Penthouse et ouvre un studio sur Slipe Road (il déménage ensuite en 1998 sur Ballater Avenue). À partir du début des années 1990, il obtient rapidement de grands succès. La recette est simple : les riddims concilient un son numérique avec une inspiration proche de celle de la période roots des années 1970. 
Les artistes vocaux sont un mélange de jeunes musiciens (Buju Banton, Tony Rebel, Cutty Ranks, Mad Cobra, Wayne Wonder, Terry Ganzie) et de vétérans sur le retour (Beres Hammond, Marcia Griffiths, Cocoa Tea). D'ailleurs, cet aspect intergénérationnel se traduit par de multiples « combinaisons » entre vétérans et artistes plus jeunes. Penthouse continue de lancer de nouveaux et jeunes artistes comme Jahmali, Ras Shiloh, Daville et Zumjay dans la seconde moitié des années 1990 et Queen Ifrica, Assassin et Torch.
En 2013, le label fête ses 25 ans d'existence avec la sortie de la compilation Penthouse Records 25 Years : The Journey Continues,. En septembre 2017, Penthouse Records sort le Friday Riddim et le Come Back Darling Riddim avec cette fois Gappy Ranks, Dalton Harris, Nana McLean et Slashe. En 2021, Donovan Germain annonce la sortie de tout le catalogue du label sur toutes les plateformes numériques.

## Artistes et ingénieurs du son
Les musiciens fréquemment utilisés sont Steelie and Clevie (paire rythmique dominante à la fin des années 1980 et au début des années 1990), Sly Dunbar, le vétéran Robbie Lyn, mais aussi des artistes comme Mafia and Fluxy, le Firehouse Crew (groupe de musiciens de studio dominant en Jamaïque depuis 15 ans), Dave « Rudeboy » Kelly (futur fondateur du label Madhouse et auteurs de riddims célèbres comme le Pepper Seed, Showtime, Bug ou 85), Danny Brownie (fondateur du label Main Street très en vogue vers 1998), Andre Tyrell (Rookie Productions), Handel Tucker (futur producteur pour les Fugees, Diana King ou du deejay français Nuttea) et Steven « Lenky » Marsden (fondateur du label 40/40 et père du riddim Diwali en 2002).
Les principaux ingénieurs du son sont les frères Dave et Anthony "CD" Kelly, Steven Stanley et Andre Tyrell. Même après leur émancipation, Penthouse continue d'entretenir de bonnes relations avec les musiciens révélés par le label (les locaux de Shocking Vibes sont d'ailleurs contigus aux siens).

## Principaux riddims
Les principaux riddims sortis par le label depuis 1990 sont : 
- Riddims classiques : A Love I Can Feel (1990), Cherry Oh Baby (1991), General (1992), Movie Star (1993), College Rock (1993), Answer/Never Let Go (1993), Far East (1993), Freedom Blues (1994), Tempo (1994), Swing Easy (1995), Handsworth Revolution (1995), Heathen (1996), Land of Love (1997), Things and Time (1999), et Forever Loving Jah (2001).

- Riddims originaux : If Loving Was a Crime (1993), Champion (1994), Warriors Don't Cry » (1997), Up Close and Personnal (1997).